# Roberto Mario Uzal
Roberto Mario Uzal (Argentina, 1915-Buenos Aires, 20 de marzo de 1972), fue un dirigente político argentino de extracción conservadora que fue diputado por el Partido Demócrata Nacional, intendente del partido de Vicente López e integró la Junta promotora del partido Nueva Fuerza en la provincia de Buenos Aires. Murió el 20 de marzo de 1972 al ser baleado en su casa en un intento fallido de secuestro del grupo  Montoneros ejecutado el 18 de marzo.

## Actividad política
De extracción conservadora, actuaba en el ámbito de la provincia de Buenos Aires, fue  nombrado intendente del partido de Vicente López en 1936 y tuvo el cargo de diputado por el Partido Demócrata Nacional entre 1937 y 1939. Cuando un grupo de políticos encabezado por el ingeniero Álvaro Alsogaray comenzó a organizar un nuevo partido llamado Nueva Fuerza con vistas a participar en las elecciones a llevarse a cabo en 1973, Uzal integró la Junta promotora del partido en la provincia de Buenos Aires. El nuevo partido, que propugnaba una política liberal en lo económico, era una reedición del Partido Cívico Independiente fundado en 1956 y, al igual que este, tuvo una baja adhesión en los comicios.

## Intento de secuestro y muerte
El 18 de marzo de 1972, alrededor de las 19:45 horas, la esposa de Uzal abrió la puerta de su domicilio particular a una mujer que dijo venir de parte de un amigo de la familia y en ese momento aparecieron tres hombres de Montoneros irrumpieron violentamente en la casa. Al oír los gritos de su cónyuge Uzal enfrentó con un arma a los asaltantes, produciéndose un intercambio de disparos de resultas del cual quedaron herido Uzal y uno de los atacantes. Los guerrilleros, luego de pintar la casa con sus consignas políticas, huyeron llevándose consigo a su herido y Uzal  fue internado e intervenido quirúrgicamente en la clínica de Olivos, donde falleció el 20 de marzo a raíz de sus heridas.
El atacante herido era Jorge Gustavo Rossi, que murió por sus heridas(http://basededatos.parquedelamemoria.org.ar/registros/9892/?nav); Montoneros emitió un comunicado reconociendo la autoría del operativo e informó a la familia del fallecido el lugar donde había dejado el cuerpo a orillas del Río Paraná cerca de la localidad de Otamendi.
La investigación determinó que las armas utilizadas en el asesinato habían sido robadas a un policía y cuando en abril de 1971 las Fuerzas Armadas Revolucionarias atacaron un camión del Ejército en Pilar matando a un teniente y a un conscripto por lo que se detuvo al montonero Miguel Ángel Giuliani. La mujer que participó en el asesinato era Ramona Cristina Galarza, esposa de Rossi. [cita requerida]